# Slam Tilt
Slam Tilt är ett flipperspel till Commodore Amiga och Microsoft Windows, utvecklat av Liquid Dezign och utgivet 1996
Banorna är "Mean Machines", "The Pirate", "Ace of Space" och "Night of the Demon". En 3D-version vid namn Slamtilt Resurrection släpptes 1999 till Windows. Spelet släpptes 'även av Cardoza Entertainment under titeln Avery Cardoza's Slam Tilt Pinball.

### Fotnoter
1. ↑  ”Slam Tilt” (på engelska). Mobygames. 11 mars 1996. http://www.mobygames.com/game/slam-tilt. Läst 16 maj 2014.